# Xian de Huidong (Guangdong)
Pour les articles homonymes, voir Huidong.
Le xian de Huidong (惠东县 ; pinyin : Huìdōng Xiàn) est un district administratif de la province chinoise du Guangdong. Il est placé sous la juridiction de la ville-préfecture de Huizhou.

## Démographie
La population du district était de 672 188 habitants en 1999.